# Brinken
Brinken (BRINKEN フィンガースケートジェネレーション, Brinken - Finger Skate Generation) é uma série de anime sino-japonesa criada pelo estúdio de animação Alpha Animation and Culture. Em Portugal a série estreou no Canal Panda dia 1 de agosto de 2014 às 21h30.  

## Enredo
Num futuro próximo há uma grande cidade onde os tech deck são muito populares. Alon, um adolescente muito animado adora esse desporto. Elma é amigo de Alon, e o pai de Elma cria um dispositivo chamado tech deck analógico. Este novo invento combina os tech deck com personagens virtuais, proporcionando aos jogadores a diversão dos tech deck num espaço virtual.
Os rivais de Elma e Alon, Earl e Franco usam os tech deck com este novo dispositivo mágico, e organizam na cidade uma competição desta modalidade com todo o tipo de praticantes. Até que um dia chega uma convidada inesperada chamada Alessandra, que cria um verdadeiro império e tira partido dos tech deck e dos dispositivos analógicos para gradualmente ameaçar a cidade. E Alon e os amigos terão de deter Aleassandra!

## Personagens
Alon Wolf: É um jogador novo que entra no Fingerskate por acaso na loja do Sr. Ou Yan e faz amizade com Earl Orange e se tornam rival junto com Elma e Li Shoru. Ele procura um cara com cabelo vermelho e azul com um dente de lobo, com o animal representado pelo seu fingerskateboard, e fica determinado e disposto para ganhar sempre nessas novas e emocionantes batalhas. É colega de Earl, Elma e Catherine.
Earl Orange: O maior rival e amigo de Alon, que muitas vezes entra em confrontos. Além de ser muito poderoso, também, está determinado a vencer e com seus amigos combater o mal. Muitas vezes se choca com Alon e seus inimigos, mas é derrotado. Sua aparência é a de um menino com cabelo laranja escuro e, normalmente, um moletom da mesma cor. É colega de Alon, Elma e Catherine.
Elma Yan: A filha do dono da loja onde jogam as batalhas do fingerskate, e é uma grande amiga de Alon, Earl e Li. Com o seu grupo luta contra Xender e vive muitas aventuras. Ela não é uma jogadora de fingerskate, mas muitas vezes apoia as crianças nos conflitos e ajudá-las no que for preciso. É sequestrada e feita de refém pelo malvado Dr. What, que quer derrotar Alon.
Li Shoru: Um jogador de fingerskate, onde estudou durante anos para ser capaz de vencer os desafios, e quando encontra Alon, ele vem vindo chateado por causa de sua determinação e vontade de vencer para mudar os desafios de que tinha certeza de ganhar depois de numerosos estudos. Sua aparência é a de um menino com cabelo escuro, que usa óculos e com um dente de castor na boca. 
Oun Yan: O dono da loja onde jogam as batalhas de fingerskate e aquele que construiu o simulador de fingerskateboard, e ele quase sempre tem um sorriso no rosto. Ele começou a carreira para entreter as crianças para brincar e não fazê-las a usar para fins nefastos. Pode sentir os sentimentos de uma pessoa e lugar. 
Catherine Angine: Uma colega de Alon, Earl, Elma e especialista em piano. Para ser capaz de usar o Holly e respeitar o sentido de ritmo de Alon que pede para ser ajudado a tocar piano mas não tem nenhum progresso ainda. Na verdade, ela é forçada por seu pai, embora tenha dificuldades e falta de seriedade, sempre tenta desafiar o fingerskate Alon, mascarado e disfarçado. Mas se torna uma grande amiga de Earl, Elma e Li. 
Dony Waterfly: Um ator profissional no jogo fingerskate, embora quando os duelos acontecem, não se diverte. É muito bom no jogo, ele finge que não sabe lutar e tenta essa tática para mostrar a todos a sua supremacia. No entanto depois de ser derrotado, entendemos que não é um inimigo, mas um aliado e um amigo dos rapazes. É um menino com cabelo castanho claro e olhos azuis. 
Jim Frontstorn: Um inimigo implacável e cruel de Alon, que faz de tudo para ganhar e destruir seu adversário no fingerskate, como aconteceu com Earl. Ele faz parte do grupo Xender, que quer tomar posse de todos os fingerskateboard e ele se choca Earl e Alon, dos quais a batalha termina em um empate depois que Oun os interrompem. 
Doutor What: Um médico malvado com tentáculos de metal que pode esmagar pessoas e objetos. Ele vai até a loja de Oun, com o desejo de deixá-lo visitar seu laboratório, mas ele recusa e What sequestra e faz de refém a Elma, embora é acalmado por um desafio de Alon. Durante os confrontos sobre o fingerskateboard também usa um polvo gigante muito poderoso. Ele é um homem com um manto marrom sob o qual esconde suas armas.